# José Amado García
José Amado García Gabriel (San Jerónimo, Baja Verapaz, Guatemala, 13 de septiembre de 1977) es un atleta guatemalteco especialista en carreras de larga distancia.

## Trayectoria
Inició su carrera deportiva en campeonatos juveniles de su país desde 1994, con participaciones en carreras de  5 000 m y 10 000 m planos. En Juegos Deportivos Centroamericanos obtuvo la medalla de bronce en 5 000 m en 1997 y oro en la misma prueba ena 2001. En ese año participó también en los 10 000 m en los que obtuvo la medalla de plata
En la prueba de maratón, conquistó la medalla de plata en los Juegos Panamericanos de 2007,  y la de oro en los Juegos Centroamericanos y del Caribe de Mayagüez de 2010, siendo el primer guatemalteco en conseguirlo desde que Mateo Flores lo hizo en una carrera de 21 km en 1950. Cuatro años después, en los juegos de Veracruz, fue medalla de plata. 
Otros eventos internacionales en la carrera de García han sido los Juegos Olímpicos de Atenas 2004 (64.º lugar), Juegos Olímpicos de Pekín 2008 (35º), Juegos Olímpicos de Londres 2012 (38.º),  Juegos Olímpicos de Río de Janeiro 2016 (117.°), Campeonato Mundial de Atletismo de 2009 (48.º), Campeonato Mundial de Atletismo de 2017 (58.º), Maratón de Róterdam de 2004 (16º), y Maratón ING de Miami de 2008 (primer lugar).
Cuenta con cuatro participaciones en Campeonatos mundiales de Cross-Country.